# Elżbieta Gołata
Elżbieta Maria Gołata (ur. 25 sierpnia 1956) – profesor nauk ekonomicznych, specjalizująca się w demografii i statystyce, prorektorka ds. Nauki i Współpracy z Zagranicą Uniwersytetu Ekonomicznego w Poznaniu.

## Życiorys
W 1980 ukończyła studia na Wydziale Planowania i Zarządzania Akademii Ekonomicznej w Poznaniu, broniąc pracę Zastosowanie metody wag harmonicznych do predykcji procesów demograficznych w Polsce. Praca magisterska uzyskała I Wyróżnienie Prezesa Głównego Urzędu Statystycznego w konkursie na najlepsze prace magisterskie w 1980.
W 1991 doktoryzowała się tamże z nauk ekonomicznych z zakresu statystyki na podstawie pracy „Demometryczna analiza społeczno-ekonomicznych czynników terytorialnego zróżnicowania płodności kobiet w Polsce” (promotor: Mieczysław Kędelski). Za pracę doktorską uzyskała I Nagrodę Prezesa Głównego Urzędu Statystycznego w konkursie na najlepsze prace doktorskie w 1991.
W 2004 habilitowała się z nauk ekonomicznych, przedstawiając monografię „Estymacja pośrednia bezrobocia na lokalnym rynku pracy”. Rozprawa habilitacyjna uzyskała Nagrodę Indywidualną Ministra Nauki i Szkolnictwa Wyższego w 2006 oraz nagrodę naukową Wydziału I Nauk Społecznych Polskiej Akademii Nauk w dziedzinie demografii również w 2006.
W 2019 uzyskała tytuł profesora nauk ekonomicznych. Za książkę pt. „Koniec ery tradycyjnych spisów ludności” otrzymała w 2018 nagrodę naukową Wydziału I Nauk Społecznych i Humanistycznych Polskiej Akademii Nauk w dziedzinie demografii. 
Jest profesorem Instytutu Informatyki i Ekonomii Ilościowej macierzystej uczelni. Jej zainteresowania badawcze obejmują: analizę demograficzną; jakość danych statystycznych, integrację różnych źródeł informacji; metodologię badań statystycznych; rynek pracy; statystykę małych obszarów; statystykę regionalną; statystykę społeczną; terytorialne zróżnicowanie procesów demograficznych; wielowymiarową analizę demograficzną; wielowymiarową analizę statystyczną.
Pełniła bądź pełni liczne funkcje na uczelni, włącznie z Prorektor do spraw Nauki i Współpracy z Zagranicą (2016–2024). Poza uczelnią zaś: od 2024 pełni funkcję Zastępczyni Przewodniczącej Rządowej Rady Ludnościowej, której jest członkinią od 2020; od 2014 członkini Naukowej Rady Statystycznej przy Prezesie Głównego Urzędu Statystycznego; Wiceprzewodnicząca Komitetu Nauk Demograficznych Polskiej Akademii Nauk (2011–2020), Przewodnicząca Komitetu Nauk Demograficznych Polskiej Akademii Nauk (w kadencjach: 2020–2024, 2024–2027), członkini Komitetu Statystyki i Ekonometrii Polskiej Akademii Nauk (2015–2018, 2024–2027), członkini Rady Głównej Polskiego Towarzystwa Statystycznego (od 2014), Przewodnicząca Rady Oddziału PTS w Poznaniu (2010–2023).
Wypromowała 7 doktorów.
W 2016 za zasługi w działalności na rzecz rozwoju nauki została przez Prezydenta RP na wniosek Ministra Nauki i Szkolnictwa Wyższego odznaczona Srebrnym Krzyżem Zasługi.

## Wybrane publikacje
- Studia nad terytorialnym zróżnicowaniem płodności kobiet w Polsce, Warszawa: SGPIS. Instytut Statystyki i Demografii, 1990.
- Statgraphics Plus For Windows w analizie statystycznej, Poznań: Wydaw. AE, 1996.
- Estymacja pośrednia bezrobocia na lokalnym rynku pracy, Poznań: Wydaw. AE, 2004.
- Informatyka, ekonometria i statystyka w społeczeństwie informacyjnym (red.), Poznań: Wydawnictwo Akademii Ekonomicznej, 2008.
- Metody i źródła pozyskiwania informacji w statystyce publicznej (red.), Poznań: Wydawnictwo Uniwersytetu Ekonomicznego, 2009.
- Pomiar i informacja w gospodarce (red.), Poznań: Wydawnictwo Uniwersytetu Ekonomicznego, 2010.
- Migracje mieszkańców dużych miast, Poznań: Wydawnictwo Uniwersytetu Ekonomicznego, 2012.
- Analiza wielowymiarowa w badaniach społeczno-ekonomicznych, Poznań: Wydawnictwo Uniwersytetu Ekonomicznego, 2012.
- Koniec ery tradycyjnych spisów ludności, Poznań: Wydawnictwo Uniwersytetu Ekonomicznego, 2018.